# Pseudozizeeria kashikurai
Pseudozizeeria kashikurai är en fjärilsart som beskrevs av Nakamura 1931. Pseudozizeeria kashikurai ingår i släktet Pseudozizeeria och familjen juvelvingar. Inga underarter finns listade.